# Paris, etc.
Paris, etc. est une série télévisée française en douze épisodes de 30 minutes réalisée par Zabou Breitman, d'après une idée originale de Maiwenn, produite par François Kraus et Denis Pineau-Valencienne pour Les Films du Kiosque. La série est diffusée du 27 novembre au 18 décembre 2017 sur Canal+.

## Synopsis
Ce feuilleton raconte le destin croisé de cinq femmes dans le Paris d'aujourd'hui : Marianne, Mathilde, Nora, Allison et Gil.

## Fiche technique
- Titre original : Paris, etc.
- Titre de travail : Chroniques parisiennes
- Réalisation : Zabou Breitman
- Scénario : Anne Berest et Zabou Breitman
- Collaborations au scénario : Philippe Lefebvre et Gabor Rassov
- Dialogues : Zabou Breitman et Anne Berest
- Producteur : François Kraus et Denis Pineau-Valencienne pour Les Films du Kiosque
- Compositeur : Benjamin Biolay
- Diffuseur : Canal+
- Pays :  France
- Durée : 30 minutes par épisode
- Diffusion : à partir du 27 novembre 2017 sur Canal +
- Classification : déconseillé aux moins de 10 ans ; déconseillé aux moins de 12 ans

## Distribution

### Acteurs principaux
- Valeria Bruni Tedeschi : Marianne
- Anaïs Demoustier : Mathilde
- Naidra Ayadi : Nora
- Lou Roy-Lecollinet : Allison
- Zabou Breitman : Gil
- Hippolyte Girardot : Bruno
- Bruno Todeschini : Fred
- Yannick Choirat : Julien
- Niels Schneider : Léo

### Avec les participations de
- Denis Podalydès : Jacques Bernaud
- Sophie Le Garles : Jaja
- Mélanie Doutey : Cindy Lopez
- Noémie Lvovsky : Madeleine Zand
- Judith El Zein : Alexandra
- India Hair : Victoria
- Ninon Brétécher : Angélique Messonier
- Jacques Boudet : le père de Marianne et Mathilde
- Michèle Moretti : la mère de Marianne et Mathilde
- Guilaine Londez : la directrice d'école
- Estéban : David Boring, l'artiste
- Thomas VDB : Loïc Medrani, le moniteur d'auto-école
- François Rollin : professeur Masson Poudler, sexologue
- Michel Jonasz : le maître de cérémonie
- Thierry Gary : le greffier

- Augustin Trapenard : lui-même
- Bernard Pivot : lui-même

## Épisodes
1. La Rentrée des classes
2. Perte des repères
3. Nuits blanches
4. Appeler un chat un chat
5. De l'air
6. On largue les amarres
7. Dans le vide
8. La Crème de la crème
9. On flotte
10. Surprise !
11. La Course
12. Amour toujours